# تامي روجرز
تامي روجرز (بالإنجليزية: Tammy Rogers)‏ هي عازفة تشيلو وكاتبة غنائية وعازفة كمان ومغنية أمريكية، ولدت في 1966 في تينيسي في الولايات المتحدة.

## وصلات خارجية
- الموقع الرسمي
- تامي روجرز على موقع ميوزك برينز (الإنجليزية)
- تامي روجرز على موقع أول ميوزيك (الإنجليزية)
- تامي روجرز على موقع ديسكوغز (الإنجليزية)